# 영심이 (영화)
"영심이"는 1990년에 개봉한 대한민국의 영화이다.
한창 인생과 사랑에 열병이 들 나이 열네살에 접어든 '영심이'의 심리를 코믹하게 그린 홈드라마. 영심이 외에 언니를 항상 곤경에 빠뜨리는 게 최고의 행복인 순심이, 
오로지 일편단심 영심이라 외치는 왕경태, 인기 최고의 가수 이우상 오빠가 자신의 형부가 되는 등 다양한 캐릭터와 에피소드로 방영당시 시청자들의 많은 호응을 얻었던 작품이다.

## 캐스팅
- 이혜근 : 오영심 역
- 전원석 : 왕경태 역
- 김나운 : 월숙 역
- 박남정 : 가수 역
- 박인환 : 아버지 역
- 김을동 : 어머니 역
- 이재은 : 오순심 역
- 김민종 : 문환 역
- 노사연 : 체육선생 역
- 이경영 : 교생 역
- 조주미 : 영어선생 역
- 이정희 : 친구 역
- 조윤진 : 친구 역
- 김나나 : 친구 역
- 최문정 : 친구 역
- 임지연 : 친구 역
- 김정아 : 친구 역
- 전영하 : 남자친구 역
- 손세광 : 남자친구 역
- 이영만 : 남자친구 역
- 심규동 : 남자친구 역
- 한완기 : 남자친구 역
- 김권형 : 남자친구 역
- 김의상 : 깡패 역
- 권용운 : 깡패 역
- 이은하 : 깡패 역
- 윤일주 : 아빠친구 역
- 나갑성 : 아빠친구 역
- 장준언 : 아빠친구 역
- 최수훈 : 영심오빠 역 (우정출연)
- 문정원 : 영심언니 역 (우정출연)
- 최재훈 (우정출연)